# Manuel Landeta
José Manuel Goenaga Jassan (Ciudad de México, 5 de octubre de 1958), conocido artísticamente como Manuel Landeta, es un actor de telenovelas mexicano. Sus dos hijos son Imanol Landeta y Jordi Landeta

## Biografía
Manuel Landeta empezó su carrera de actuación a la edad de 17 años en la telenovela Donde termina el camino. Siete años después formó parte del reparto de la telenovela de Televisa La pasión de Isabela. Dos años obtuvo su primer estelar en Martín Garatuza, como el personaje del mismo nombre en una historia que tiene lugar en el México virreinal. También participó en las obras José el soñador (1983) y Loco por ti (2000). En 2001 grabó su álbum Mírame y en 2004 hizo sus dos primeras películas. 
En 2005 participó en Bailando por México, y en 2006 en Bailando por la boda de mis sueños. Participa en la obra Anita la huerfanita con Ana Layevska. En el 2008 participó en la serie Los simuladores con el personaje de Franco Milán, al igual que en 2009 en la segunda temporada con el mismo personaje.
Actuó en la telenovela Teresa dando papel al "Licenciado Rubén Cáceres", quien se popularizó en la telenovela por ser un hombre maduro rompecorazones.

## Filmografía

### Películas
- Amores incompletos (2023) como Luigi Kappalá
- Huapango (2004) como Santiago
- Por mujeres como tú (2004) como Candidato Presidente

### Teatro
- Divorciémonos, mi amor
- Anita la huerfanita  (2005) como Oliver Warbucks.
- Solo para mujeres (2005)
- Mi bella dama  (My Fair Lady, 2003) como Henry Higgins
- A Chorus Line
- Electra
- Lisístrata
- Corona de sombras
- ¡Qué plantón! (1989) como El Pino
- Cats como Munkustrap.
- Al querido amigo Luis Felipe
- Lorca que te quiera Lorca
- José el Soñador (Joseph and the Amazing Technicolor Dreamcoat) como Levi.
- La Tienda de los Horrores  ("Little Shop of Horrors")
- Réquiem of Juan Rulfo
- Josefa, el Musical  (2017) Santo Inquisidor

### Telenovelas
- Amores que engañan (2023) - Osvaldo[1]
- Contigo sí (2021-2022) como Sandro Santillana[2]
- El señor de los cielos (2019-2020) como Cecilio Martínez
- Mi marido tiene familia (2017-2019) como Augusto Musi.
- Un camino hacia el destino (2016) como Hernán Sotomayor Landa.
- Amor de barrio (2015) como Edmundo Vasconcelos.
- La impostora (2014) como Adriano Ferrer.
- Corazón indomable (2013) como Teobaldo.
- Corazón valiente (2012-2013) como Bernardo del Castillo.
- Teresa (2010-2011) como Rubén Cáceres.
- Mar de amor (2009-2010) como León Parra Ibáñez.
- Fuego en la sangre (2008) como Anselmo Cruz.
- Destilando amor (2007) como Rosemberg.
- La fea más bella (2006-2007) como Esteban.
- Barrera de amor (2005-2006) como Víctor García Betancourt.
- Piel de otoño (2005) como Víctor Gutiérrez.
- Rubí (2004) como Lucio Montemayor "El Conde de Aragón"
- Amy, la niña de la mochila azul (2004) como Tritón.
- Bajo la misma piel (2003-2004) como Ramiro Morales.
- Velo de novia (2003-2004) como Román Ruiz.
- De pocas, pocas pulgas (2003) como Cobra.
- Clase 406 (2002-2003) como Gonzalo.
- Por amor (2000-2001) como Luciano.
- El niño que vino del mar (1999) como Carlos Criail.
- Vivo por Elena (1998) como Hugo Milanés.
- Sentimientos ajenos (1996-1997) como Miguel Ángel.
- Morir dos veces (1996) como Cristóbal Ruiz.
- Clarisa (1993) como Dr. Roberto Arellano / Rolando Arellano.
- Ángeles sin paraíso (1992-1993) como Abelardo Cifuentes.
- El cristal empañado (1989) como Claudio.
- Martín Garatuza (1986) como Martín Garatuza.
- Juana Iris (1985) como Jaime.
- La pasión de Isabela (1984)
- Donde termina el camino (1978)

### Programas
- Como dice el dicho  (2011-2018) - Un capítulo
- Mujeres asesinas -  Alberto, episodio "Marta, manipuladora" (2010)
- Tiempo final (Fox) - Temporada III (2009) - Serie de Televisión - capítulo "Diamantes"
- Los simuladores - Episodio "Reality" (2008), Episodio "Venganza" (2009)
- La rosa de Guadalupe (2008-2017)
- Vecinos (Capítulo "Las plagas") - Andrés
- Diseñador de ambos sexos Capítulo 8: "¿Quién diablos es Jordy?" (2001) .... Dir. Jorge Rodríguez
- Mujer, casos de la vida real (2001-2007)
- Con permiso (1996)

### Realities
- 100 mexicanos dijeron (2011)... como "Benigna"
- Bailando por México (2005)
- Cantando por un sueño
- Bailando por la Boda de mis Sueños (2006)

## Discografía
- Mírame (2001)

## Premios y nominaciones

### Premios TVyNovelas
| Año  | Categoría               | Telenovela      | Resultado |
| ---- | ----------------------- | --------------- | --------- |
| 2016 | Mejor actor de reparto  | Amor de barrio  | Nominado  |
| 2011 | Mejor actor antagónico  | Teresa          | Nominado  |
| 2005 | Mejor actor antagónico  | Rubí            | Nominado  |
| 1987 | Mejor actor protagónico | Martín Garatuza | Nominado  |

### Premios People en Español
| Año  | Categoría     | Programa/Telenovela | Resultado |
| ---- | ------------- | ------------------- | --------- |
| 2012 | Mejor Villano | Corazón valiente    | Nominado  |

### Premios Tu Mundo
| Año  | Categoría     | Programa/Telenovela | Resultado |
| ---- | ------------- | ------------------- | --------- |
| 2014 | Primer actor  | La impostora        | Ganador   |
| 2012 | Mejor Villano | Corazón valiente    | Nominado  |

### Miami Life Awards
| Año  | Categoría     | Programa/Telenovela | Resultado |
| ---- | ------------- | ------------------- | --------- |
| 2013 | Mejor Villano | Corazón valiente    | Nominado  |